# Демография Вильнюса
Город Вильнюс, ныне столица Литвы, и его окрестности находились под властью различных государств. Виленский край находился в составе Великого княжества Литовского с момента основания Литовского государства в позднем средневековье до 1795 года, т.е. пятьсот лет. С тех пор регион был захвачен Российской империей до 1915 года, когда его захватила Германская империя. После 1918 года и на протяжении литовских войн за независимость Вильнюс был предметом спора между Литовской Республикой и Второй Польской Республикой. После захвата города Срединной Литвой во время восстания Желиговского, город в межвоенный период был частью Польши. Несмотря на это, в конституции Литвы Вильнюс был назван столицей страны. Во время Второй мировой войны город много раз переходил из рук в руки, и в результате немецкой оккупации еврейское население Литвы было практически уничтожено. С 1945 по 1990 год Вильнюс был столицей Литовской Советской Социалистической Республики. После распада Советского Союза Вильнюс был частью Литвы.
Население классифицируется по языковым, а иногда и по религиозным признакам. В конце 19 века основными языками для общения выступали польский, литовский, белорусский и русский.  Было представлено как католическое, так и православное христианство, в то время как большую часть жителей города составляли евреи.
Данные переписи доступны с 1897 г., хотя территориальные границы и этническая категоризация не согласованы. Еврейское население сильно сократилось из-за Холокоста 1941–1944 годов, а многие поляки из города и в меньшей степени из сельских окрестностей переселились. Следовательно, недавние данные переписи показывают, что литовское население преобладает в самом городе Вильнюс, а польское в его окрестностях.

## Этническое и национальное происхождение
Уже в I веке так называемую Литву населяли литовские племена. Славянизация литовцев в восточной и юго-восточной Литве началась в 16 веке. Записано, что в 1554 г. в Вильнюсе говорили на литовском, польском и церковнославянском языке. Литовские статуты, официально действовавшие с 1588 по 1840 год, запрещали польской знати покупать поместья в Литве, поэтому массовая миграция поляков в Вильнюсский край была невозможна. Литовское дворянство и буржуазия постепенно полонизировались в течение 17 и 18 веков.
До конца 19 века крестьянами восточной Литвы были литовцы. Об этом свидетельствуют их неполонизированные фамилии, и большинство литовцев в восточной Литве были славянизированы через костёлы и школы в последней четверти 19-го века.
Полонизация привела к смешеннию языка, на котором говорят в Вильнюсском районе тутейшие, где он был известен как «mowa prosta». Он смешивает в значительной степени лексику из литовского, белорусских диалектов и польского языков. В 2015 году польский лингвист Мирослав Янковяк засвидетельствовал, что многие жители региона, заявляющие о своей польской национальности, говорят на диалекте белорусского языка, который они называют мова проста («простая речь»).

## После разделов Речи Посполитой

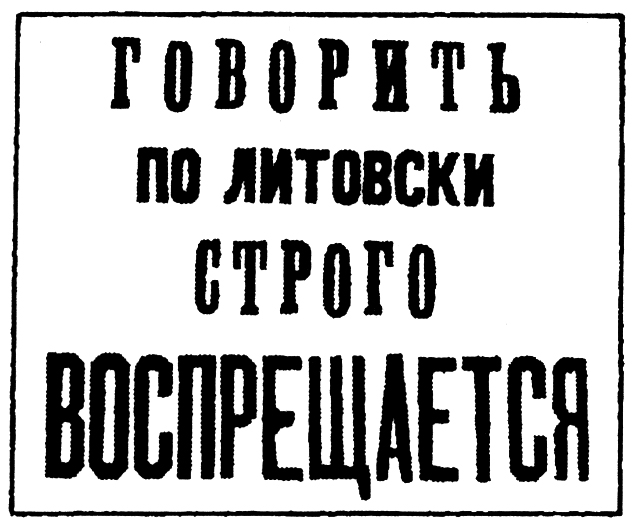
Официальная вывеска в Вильне «Говорить по-литовски строго воспрещается» (вторая половина XIX века).

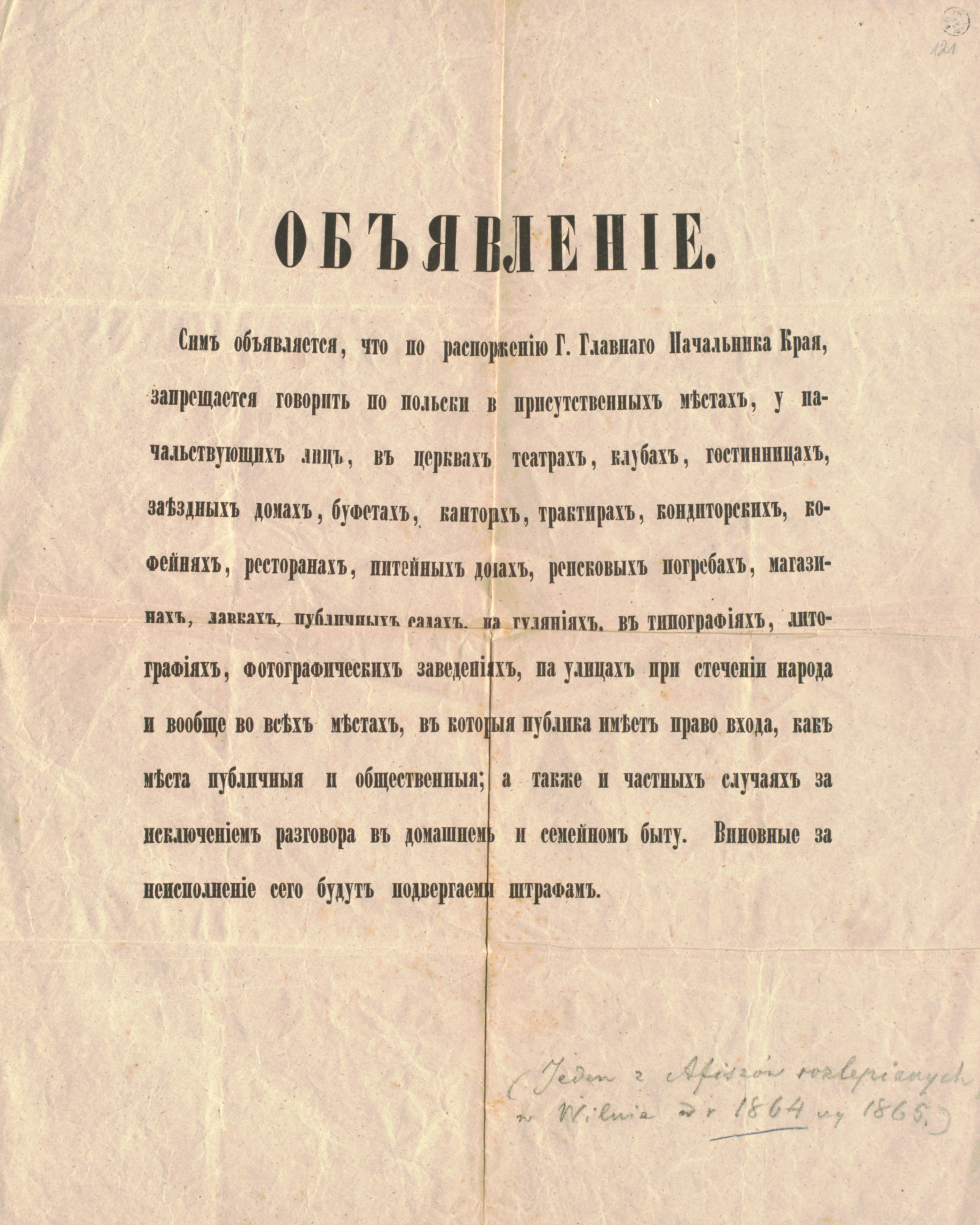
Официальный царский указ от 1864 года, запрещающий говорить на польском языке во всех общественных местах города Вильно.

Большая часть бывших земель Великого княжества Литовского была присоединена к Российской империи во время разделов Речи Посполитой в конце 18 века.
Хотя изначально эти бывшие земли имели определенную местную автономию, а местная знать занимала те же должности, что и до разделов, после нескольких безуспешных восстаний 1830–31 и 1863–64 годов против Российской империи российские власти занялись интенсивной русификацией жителей регионов.
Вслед за провалившимся польским восстанием все остатки прежней польско-литовской государственности (например, Третий литовский статут) были заменены российскими законами, начиная от валюты и единиц измерения и заканчивая офисами местной администрации. Неудавшееся польское восстание 1863—64 ещё больше обострило ситуацию, так как российские власти решили проводить политику насильственно навязанной русификации. Дискриминация местных жителей заключалась в ограничениях и запретах на использование литовского (см. Запрет литовской печати ), польского, белорусского и украинского (см. Валуевский циркуляр) языков. Это, однако, не остановило усилия по полонизации, предпринятые польским патриотическим руководством Виленского учебного округа даже в пределах Российской империи.
Несмотря на это, культурный и этнический уклад этого района до XIX века в значительной степени сохранился. В процессе добровольной полонизации до XIX века большая часть литовской знати переняла польский язык и культуру. Это относилось и к представителям зарождавшегося тогда класса буржуазии, католического и униатского духовенства. В то же время низшие слои общества (особенно крестьяне) образовали многоэтническую и многокультурную смесь литовцев, поляков, евреев и русинов, а также небольшое, но заметное население выходцев со всех концов Европы, от Италии до Шотландии и от Нидерландов до Германии.
Во время правления русских царей польский язык оставался лингва-франка, как это было в Речи Посполитой. К середине 17 века большая часть литовской высшей знати была полонизирована. Со временем дворянство бывшей Речи Посполитой объединилось политически и начало считать себя гражданами одного общего государства. Лидер межвоенной Польши, уроженец Литвы Юзеф Пилсудский, был примером этого явления.

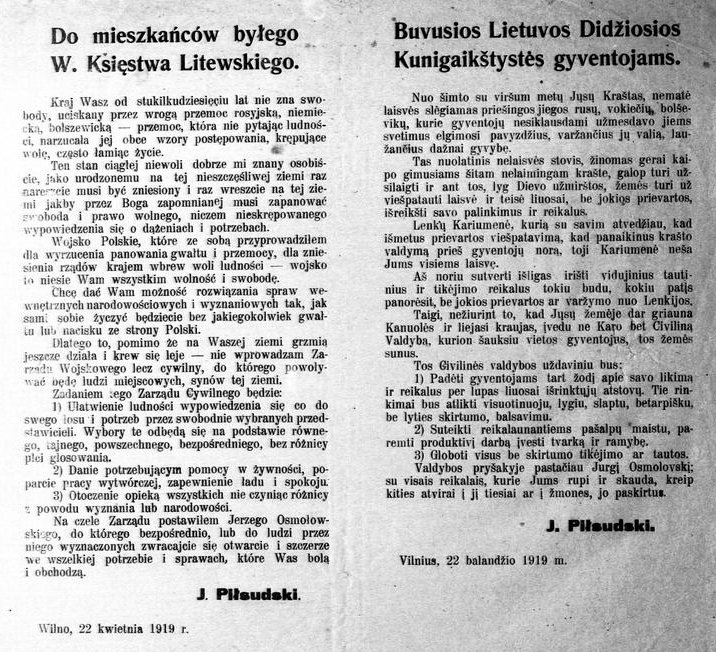
Двуязычное Обращение Пилсудского к гражданам бывшего Великого княжества Литовского от апреля 1919 г.

## Статистика
Ниже приводится список переписей, проведённых в городе Вильнюсе и Виленском крае с 1897 года. Список неполный. Данные иногда фрагментарны.

### Статистика Лебедкина 1862 г.
Михаил Лебедькин использовал списки жителей прихода и судил об их этнической принадлежности по родному языку. Поляками Лебедкин считал польскоязычных католиков, однако наибольший процент их был в районах Дисны (43,4 %), Вильны (34,5 %) и Вилейки (22,1 %). Однако эти районы были оторваны от этнографической Польши, и поскольку польской колонизации не было, единственный вывод состоит в том, что польскоязычные католики были полонизированными литовцами.

Виленская губерния (светло-зелёный), 1843—1915 гг.

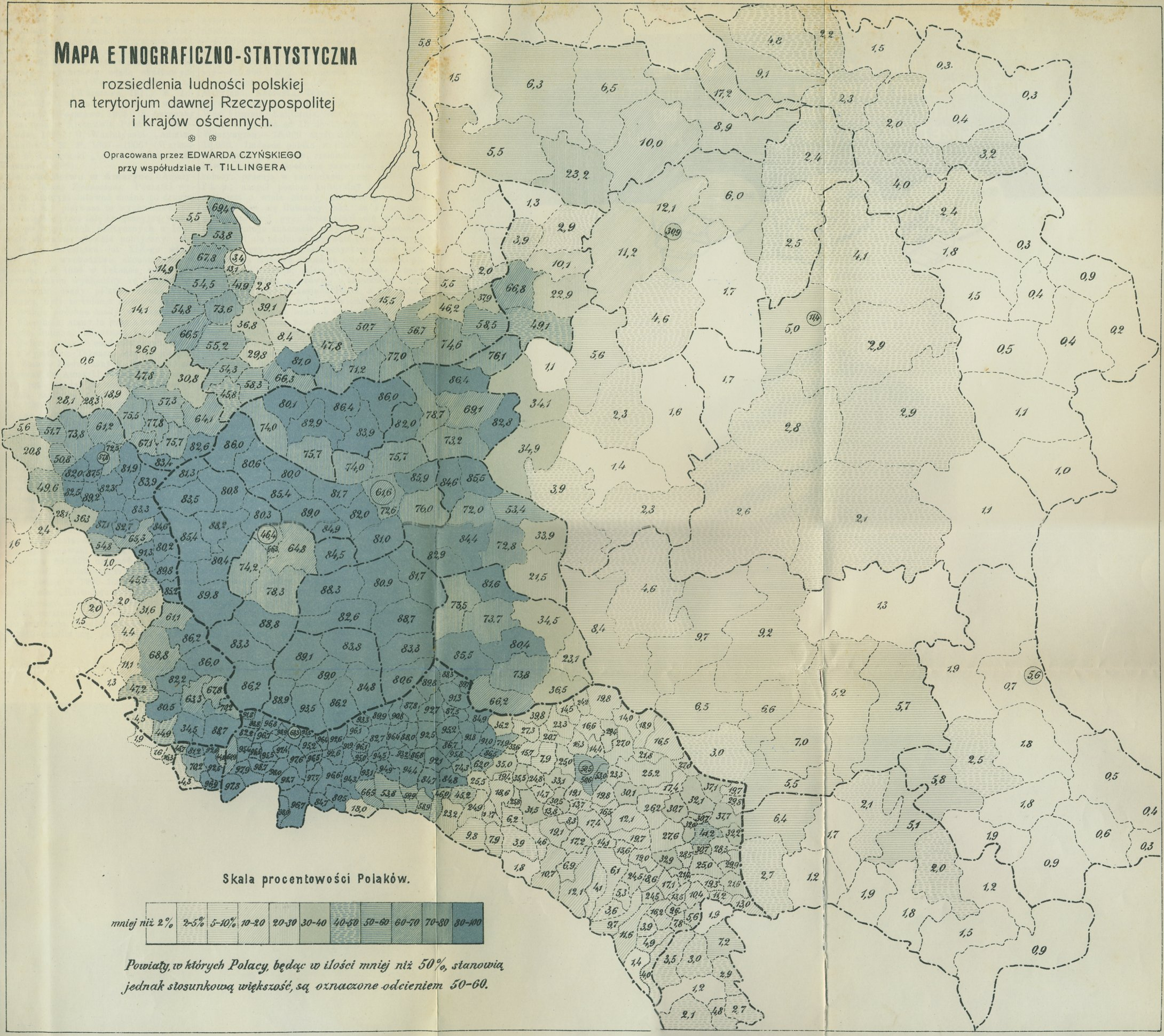
Распределение польского населения Генриком Мерчингом (1912 г.) включает данные российской переписи 1897 г.

### Всероссийская перепись 1897 г.

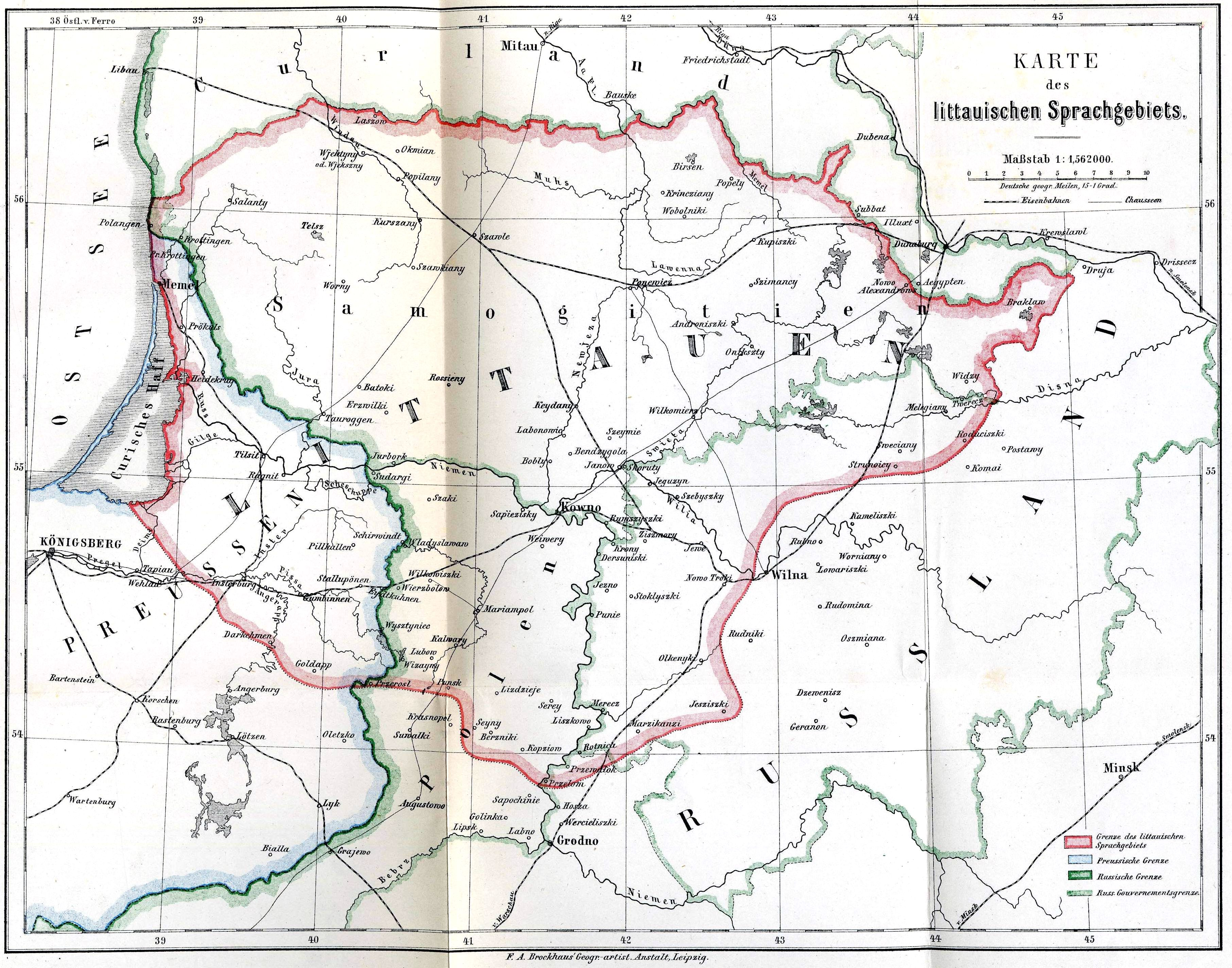
Ареал литовского языка (без языковых островов за пределами компактной территории). Карта Фридриха Куршата (1876 г.)

В 1897 году была проведена первая перепись населения Российской империи. В территорию, охваченную таблицами, входили части сегодняшней Беларуси, то есть Гродненская, Витебская и Минская области. Его результаты в настоящее время подвергаются критике в отношении этнического состава, поскольку этническая принадлежность определялась языком, на котором говорил опрашиваемый. Во многих случаях сообщаемый язык определялся общим фоном (образование, род занятий), а не этнической принадлежностью. Также некоторым людям, которые в переписных листах указывали своим родным языком «простую мову», произвольно ставили родной язык. Кроме того, военнослужащие из российских военных гарнизонов, указывались как постоянные жители этого региона. Некоторые историки указывают также на то, что в этом регионе активно проводилась русификация нерусских народов и поэтому многих белорусов, литовцев и поляков записывали как «русских».
Данные о численности Виленского региона по переписи 1897 года:
| Регион      | Город Вильна | Город Вильна | Виленский уезд (без города) | Виленский уезд (без города) | Трокский уезд | Трокский уезд | Виленская губерния | Виленская губерния |
| ----------- | ------------ | ------------ | --------------------------- | --------------------------- | ------------- | ------------- | ------------------ | ------------------ |
| Язык        |              |              |                             |                             |               |               |                    |                    |
| Белорусский | 6 514        | 4.2 %        | 87 382                      | 41.85 %                     | 32 015        | 15.86 %       | 891 903            | 56.1 %             |
| Немецкий    | 2 170        | 1.4 %        | 674                         | 0.32 %                      | 457           | 0.22 %        | 3 873              | 0.2 %              |
| Литовский   | 3 131        | 2.1 %        | 72 899                      | 34.92 %                     | 118 153       | 59.01 %       | 279 720            | 17.6 %             |
| Польский    | 47 795       | 30.9 %       | 25 293                      | 12.11 %                     | 22 884        | 10.99 %       | 130 054            | 8.2 %              |
| Русский     | 30 967       | 20.0 %       | 6 939                       | 3.32 %                      | 9 314         | 4.22 %        | 78 623             | 4.9 %              |
| Татарский   | 722          | 0.5 %        | 49                          | 0.02 %                      | 799           | 0.19 %        | 1 969              | 0.1 %              |
| Украинский  | 517          | 0.3 %        | 40                          | 0.02 %                      | 154           | 0.08 %        | 919                | 0.1 %              |
| Идиш        | 61 847       | 40.0 %       | 15 377                      | 7.37 %                      | 19 398        | 9.32 %        | 202 374            | 12.7 %             |
| Другие      | 682          | 0.4 %        | 89                          | 0.06 %                      | 155           | 0.10 %        | 1 119              | 0.1 %              |
| Общее число | 154 532      | 100 %        | 208 781                     | 100 %                       | 203 401       | 100 %         | 1 591 207          | 100 %              |

### Немецкая перепись 1916 г.

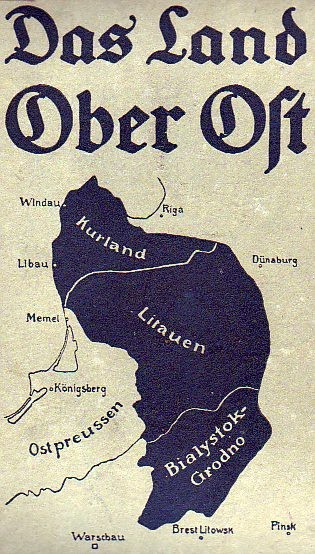
Обер Ост, 1916 год.

Во время Первой мировой войны вся современная Литва и Польша были оккупированы немецкой армией. 9 марта 1916 г. немецкие военные власти организовали перепись населения для определения этнического состава вновь завоеванных территорий. Многие белорусские историки отмечают, что белорусское меньшинство среди жителей города не отмечено.

## Ситуация сегодня
Вильнюсский городской район — единственная территория Восточной Литвы, в которой не наблюдается снижения плотности населения. Поляки составляют большинство коренного сельского населения Вильнюсского района. Доля польского населения в регионе снижается, в основном за счет естественной убыли сельского населения и процесса субурбанизации — большинство новых жителей окраин Вильнюса составляют литовцы.